# Ivica Frkić
Ivica „Ivo“ Frkić (* 10. April 1942) ist ein ehemaliger jugoslawischer Fußballspieler und kroatischer Fußballtrainer.
In der Saison 1976/77 gab Ivica Frkić für den BSV 07 Schwenningen in der 2. Bundesliga Süd am 13. Mai 1977 sein Profidebüt, als er am vorletzten Spieltag gegen den FSV Frankfurt in der 76. Spielminute eingewechselt wurde. Acht Tage später wurde Frkić beim Saisonabschluss des BSV Schwenningen gegen den FK Pirmasens erneut eingewechselt.
Zur Saison 1999/2000 wurde Ivica Frkić Co-Trainer von Branko Ivanković bei Hannover 96. Im Februar 2000 trennte sich Hannover 96 von Frkić und Ivanković.